# Brissac
Brissac é uma comuna francesa na região administrativa de Occitânia, no departamento de Hérault. Estende-se por uma área de 44,13 km². Em 2010 a comuna tinha 623 habitantes (densidade: 14,1 hab./km²).

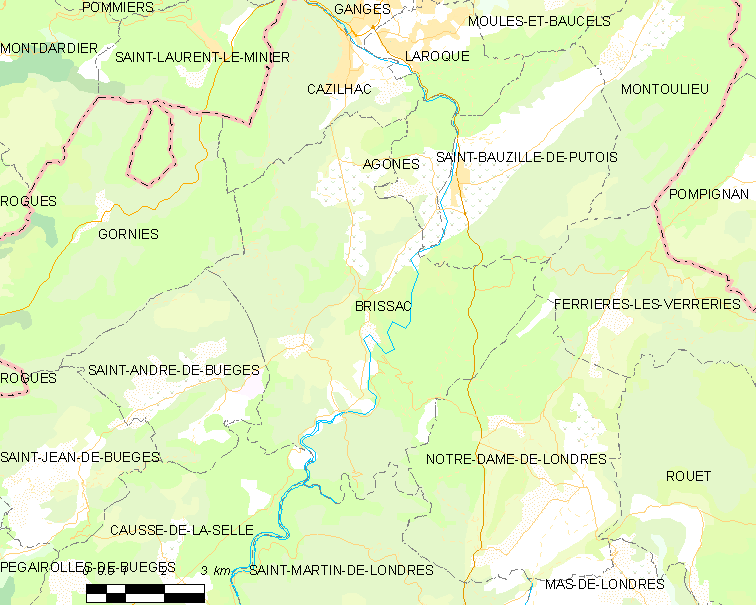